# Mikhaïl Fonvizine
 (janvier 2024).
Mikhaïl Alexandrovitch Fonvizine (en russe : Михаил Александрович Фонвизин), né le 20 août 1787 (31 août dans le calendrier grégorien), dans l'ouïezd de Bronnitsy (gouvernement de Moscou) et mort le 30 mai 1854 dans l'ouïezd de Bronnitsy (gouvernement de Moscou) est un major général russe, saint-simoniste, décembriste et écrivain.

## Biographie
Il est né près du petit village de Marino, d'un père podpolkovnik (lieutenant-colonel) nommé Alexandre Ivanovitch Fonvizine (1749-1819) et de son épouse Iekaterina (1750-1823). Denis Fonvizine, le célèbre dramaturge et auteur, est son oncle. Après avoir fait l'école à domicile, il fréquente l'école Saint-Pierre de Saint-Pétersbourg, puis vit dans un internat à Moscou, tout en suivant des cours à l'université de Moscou. En 1801, il entre au service militaire dans le régiment Préobrajenski.

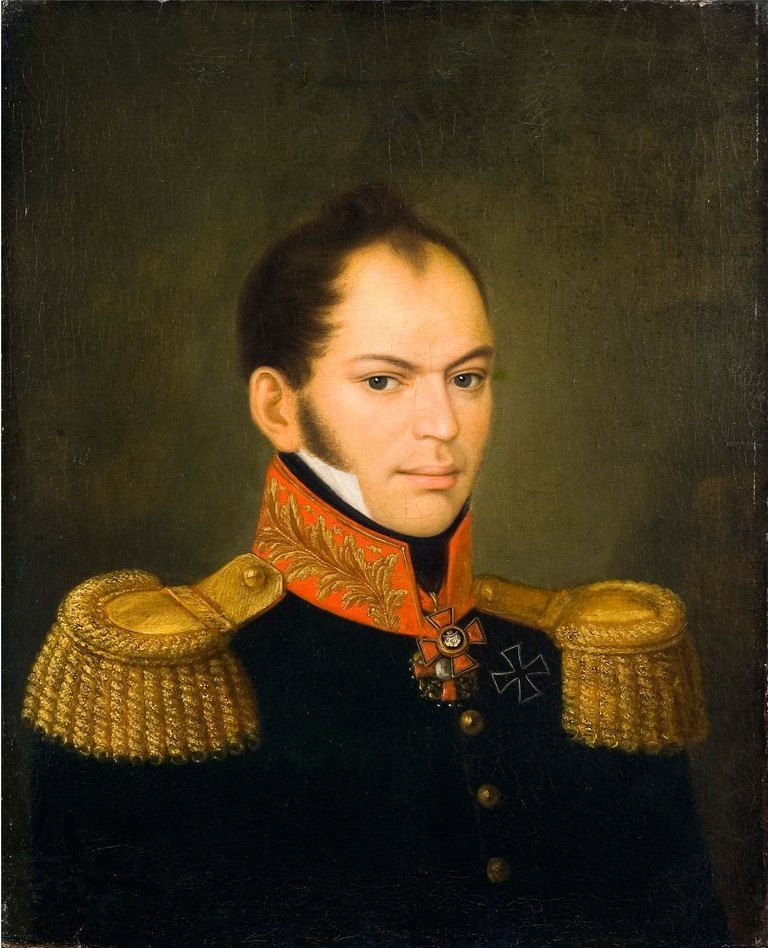
Fonvizine en officier, par un artiste inconnu (vers 1820)

Sa carrière militaire est remarquable. Il participe à la guerre de Finlande et à une série de batailles lors de l'invasion française de la Russie, puis se trouve en France pendant les Cent-Jours. Il est brièvement prisonnier blessé. Plusieurs unités sont sous son commandement et il reçoit de nombreuses récompenses, dont l'ordre de Saint-Vladimir et la Croix de Kulm, du royaume de Prusse. En 1814, il est polkovnik (colonel). En 1816, il rejoint la première organisation décembriste ; l'Union du Salut puis, lorsqu'elle est dissoute, l'Union de la Prospérité. Peu de temps après, lorsqu'il est nommé commandant d'un régiment Jäger, l'un de ses premiers actes est l'abolition des châtiments corporels. Il prend sa retraite et est démobilisé en 1822, avec le grade de major-général. La même année, il épouse Natalia Apoukhtina, de dix-huit ans sa cadette, le seul enfant survivant du capitaine Dmitri Apoukhtine (1768-1838) et de son épouse Mariïa née Fonvizina (1779-1842), une des cousines de Mikhaïl. Il abandonne également son activité dans les organisations secrètes décembristes.
Alors que le soulèvement décembriste est en préparation, en 1825, il change d'avis et s'implique dans le processus ; préparer le programme et la charte de la Société du nord (en). En janvier 1826, il est arrêté dans son domaine, à quelques kilomètres au nord de Moscou, et emmené à Saint-Pétersbourg, où il est emprisonné dans la forteresse Pierre-et-Paul. Il est ensuite condamné à huit ans de travaux forcés et envoyé en Sibérie en 1827. Son épouse Natalia confie leurs deux enfants à des proches et l'y suit.
Initialement, il est détenu à la prison de Tchita, puis, en 1830, Fonvizine est envoyé pour effectuer des travaux manuels à Petrovsk-Zabaïkalski. Là, il est autorisé à participer aux activités de l'Académie des Condamnés (ru). Natalia a deux autres enfants pendant cette période, mais tous deux sont morts en bas âge. En 1834, il est de nouveau transféré ; à Ienisseïsk. En 1835, il reçoit l'autorisation de vivre à Krasnoïarsk. Deux ans plus tard, lui et Natalia déménagent à nouveau à Tobolsk, où leurs enfants les rejoignent. Ils meurent tous deux et Natalia commence à élever des enfants adoptifs. Pendant l'épidémie de choléra qui sévit là-bas, en 1848, Fonvizine et d'autres anciens décembristes soignent les malades, leur fournissant de la nourriture et des médicaments. Il aide également Ivan Yakouchkine, l'un des fondateurs du mouvement, dans ses efforts visant à créer des écoles basées sur le système lancastérien.

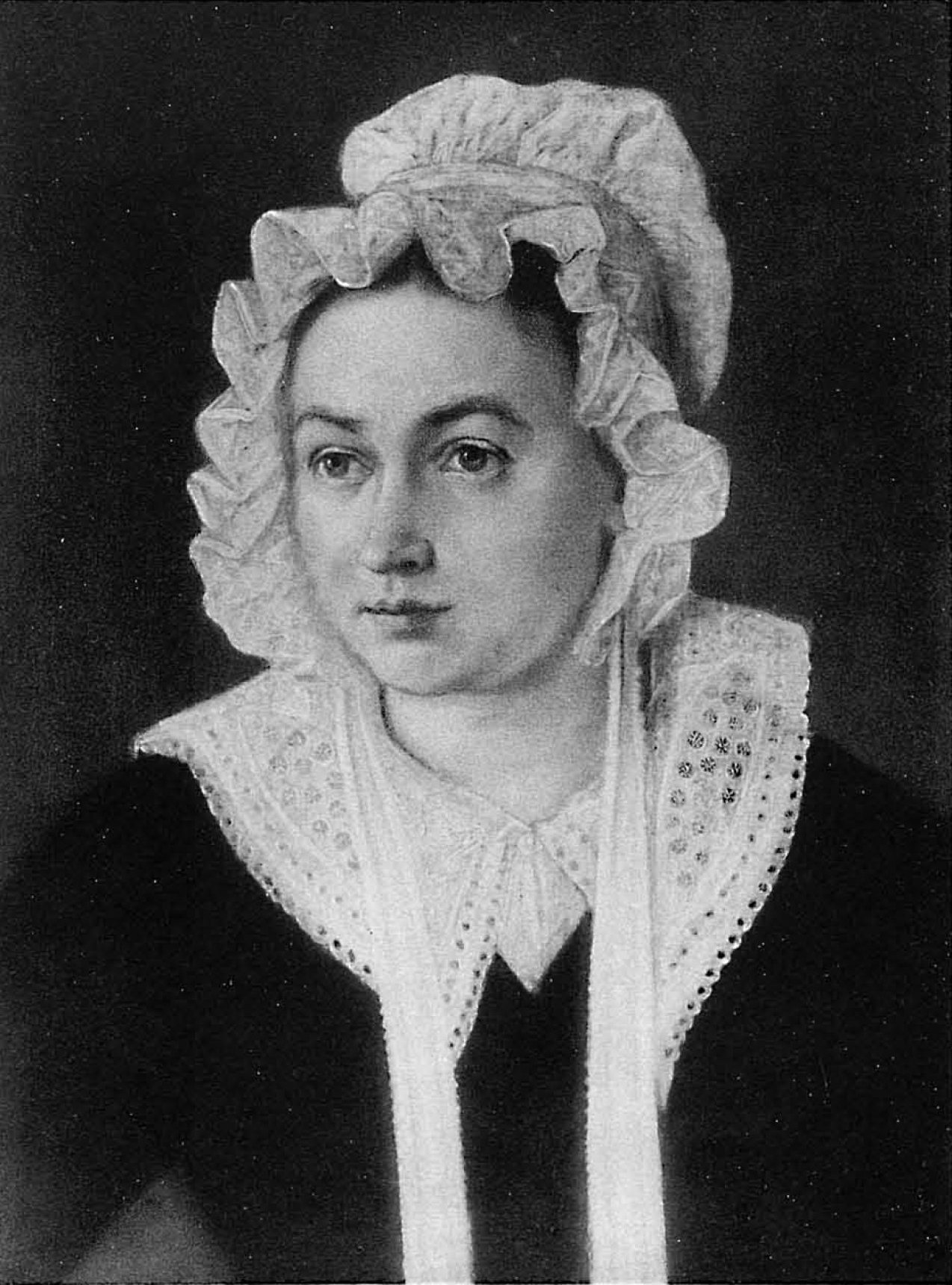
Son épouse, Natalia (milieu des années 1820)

Dans ses dernières années, il se tourne vers l'écriture avec des traités et des essais tels que Revue des manifestations de la vie politique en Russie, Sur le communisme et le socialisme et Sur le servage des agriculteurs en Russie. En avril 1853, il est autorisé à retourner sur sa terre natale et il vit dans la propriété de son frère, sous stricte surveillance policière. Il lui est interdit d'entrer à Moscou ou à Saint-Pétersbourg. Un an plus tard, il y meurt et est inhumé à la cathédrale locale. Natalia se remarie en 1857 avec un autre décembriste, Ivan Pouchtchine.

## Sources
- (en) Cet article est partiellement ou en totalité issu de l’article de Wikipédia en anglais intitulé « Mikhail Fonvizin » (voir la liste des auteurs).
- (ru) Biographie détaillée de V. Jitomirskaïa et SV Mironenko @ Our Ancestry
- (ru) Biographie détaillée de Marina Achina, Musée historique de Bronnitski @ Проза
- A. F. Zamaleïev, М. A. Фонвизин, Мысль, 1976 ( En ligne )
- Фонвизин M. A., Сочинения и письма (ouvrages et lettres, 2 vol.). Maison d'édition de livres de Sibérie orientale, Irkoutsk, 1979-1982